# Formación y evolución del sistema solar

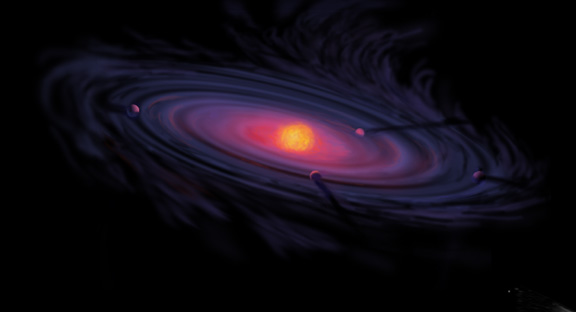
Ilustración artística de un disco protoplanetario

Se estima que la formación y evolución del sistema solar comenzó hace unos 4600 millones de años con el colapso gravitacional de una pequeña parte de una nube molecular gigante. La mayor parte de la masa colapsante se reunió en el centro, formando el Sol, mientras que el resto se aplanó en un disco protoplanetario a partir del cual se formaron los planetas, satélites, asteroides y otros cuerpos menores del sistema solar.
Este modelo ampliamente aceptado, conocido como la hipótesis nebular, fue desarrollado por primera vez en el siglo XVIII por Emanuel Swedenborg, Immanuel Kant y Pierre-Simon Laplace. Su desarrollo posterior ha entretejido una variedad de disciplinas científicas como la astronomía, la física, la geología y las ciencias planetarias. Desde los albores de la era espacial en 1950 y el descubrimiento de planetas extrasolares en la década de 1990, el modelo ha sido desafiado y refinado para incorporar las nuevas observaciones.
El sistema solar evolucionó mucho desde su formación inicial. Muchas lunas se formaron a partir de discos de gas y polvo circulares alrededor de los planetas a los que pertenecen, mientras se cree que otras lunas se formaron de manera independiente y más tarde fueron capturadas por sus planetas. Todavía otras, como la Luna de la Tierra, pueden ser el resultado de colisiones gigantes. Estas colisiones entre cuerpos aún se producen y han sido fundamentales para la evolución del sistema solar. Las posiciones de los planetas se desplazaron con frecuencia. Ahora se cree que esta migración planetaria fue responsable de gran parte de la evolución temprana del sistema solar.

## Formación inicial

### Nebulosa solar
La hipótesis actual sobre la formación del sistema solar es la hipótesis nebular, propuesta por primera vez por Emanuel Swedenborg. En 1755 Immanuel Kant, quien estaba familiarizado con el trabajo de Swedenborg, desarrolló la teoría más ampliamente. Una teoría similar fue formulada independientemente por Pierre-Simon Laplace en 1796. La teoría nebular sostiene que hace 4600 millones de años el sistema solar se formó por un colapso gravitacional de una nube molecular gigante. Esta nube inicial tenía probablemente varios años luz de largo y fue la sede del nacimiento de varias estrellas. Aunque el proceso era visto como relativamente tranquilo, estudios recientes de antiguos meteoritos revelan restos de elementos solamente formados en los núcleos de estrellas muy grandes que explotan, indicando que el ambiente en el que el Sol se formó estaba dentro del alcance de algunas supernovas cercanas. La onda de choque de estas supernovas pudo haber desencadenado la formación del Sol a través de la creación de regiones de sobredensidad en la nebulosa circundante, causando el colapso de ellas.
En un artículo aparecido en 2009 se ha sugerido que nuestro Sol nació formando parte de un cúmulo estelar con una masa de entre 500 y 3000 masas solares y un radio de entre 1 y 3 pársecs, pensándose que aunque las estrellas que formaron dicho cúmulo se han ido dispersando con los años existe la posibilidad de que entre 10 y 60 de esas estrellas pudieran estar en un radio de 100 parsecs alrededor del Sol.
Una de estas regiones de gas colapsante (conocida como nebulosa protosolar) pudo haber formado lo que llegó a ser el Sol. Esta región tenía un diámetro de entre 7000 y 20 000 UA (unidad astronómica) y una masa apenas mayor que la del Sol (entre 1,001 y 1,1 masas solares). Se creía que su composición sería más o menos la del Sol actual: aproximadamente 98 % (por masa) de hidrógeno y helio presente desde el Big Bang, y 2 % de elementos más pesados creados por generaciones anteriores de estrellas que murieron y los expulsaron de vuelta al espacio interestelar (ver nucleosíntesis).
| Isótopo      | Núcleos por millón |
| ------------ | ------------------ |
| Hidrógeno-1  | 705 700            |
| Hidrógeno-2  | 23                 |
| Helio-4      | 275 200            |
| Helio-3      | 35                 |
| Oxígeno-16   | 5920               |
| Carbono-12   | 3032               |
| Carbono-13   | 37                 |
| Neón-20      | 1548               |
| Neón-22      | 208                |
| Hierro-56    | 1169               |
| Hierro-54    | 72                 |
| Hierro-57    | 28                 |
| Nitrógeno-14 | 1105               |
| Silicio-28   | 653                |
| Silicio-29   | 34                 |
| Silicio-30   | 23                 |
| Magnesio-24  | 513                |
| Magnesio-26  | 79                 |
| Magnesio-25  | 69                 |
| Azufre-32    | 396                |
| Argón-36     | 77                 |
| Calcio-40    | 60                 |
| Aluminio-27  | 58                 |
| Níquel-58    | 49                 |
| Sodio-23     | 33                 |

Tan pronto como la nebulosa colapsó, la conservación del momento angular significó que girara más rápido. Tan pronto como el material dentro de la nebulosa se condensó, los átomos en su interior comenzaron a colisionar con frecuencia creciente, causando que liberaran energía en forma de calor. El centro, donde la mayor parte de la masa se acumuló, se volvió cada vez más caliente que el disco circundante. Cuando las fuerzas en competencia asociadas con la gravedad, presión del gas, campos magnéticos y la rotación actuaron en ella, la nebulosa en contracción empezó a aplanarse, tomando la forma de un disco protoplanetario con un diámetro de aproximadamente 200 UA, y una protoestrella caliente y densa al centro.
Estudios de las estrellas T Tauri, estrellas jóvenes con masa solar prefundida, que se creían similares al Sol en este punto de su evolución, mostraron que están frecuentemente acompañadas por discos de materia preplanetaria. Estos discos se extienden por varias UA y son bastante fríos, alcanzando apenas 1000 K en su punto más caliente. Después de 100 millones de años, la temperatura y la presión en el núcleo del Sol se hizo tan grande que su hidrógeno comenzó a fusionarse, creando una fuente interna de energía que contrarrestó la fuerza de la contracción gravitacional hasta que se alcanzó el equilibrio hidrostático. En este punto, el Sol se volvió una estrella completamente nueva.
De esta nube y su gas y polvo (la "nebulosa solar") se piensa que se formaron varios planetas. El mecanismo actualmente aceptado por el cual los planetas se formaron es conocido como acreción, en el que los planetas comenzaron como granos de polvo en órbita alrededor de la protoestrella central, que inicialmente se formaron por el contacto directo entre grupos de entre uno y diez kilómetros de diámetro, que a su vez colisionaron para formar cuerpos más grandes (planetesimales), de aproximadamente 5 km de tamaño, gradualmente incrementados por colisiones adicionales de 15 cm por año durante el transcurso de los siguientes pocos millones de años.
El sistema solar interior era demasiado cálido para que se condensaran moléculas volátiles como las del agua y metano, así que los planetesimales que se formaron ahí fueron relativamente pequeños (abarcando solo 0,6 % de la masa del disco) y compuesto principalmente por componentes con altos puntos de fundición, como los silicatos y metales. Estos cuerpos rocosos finalmente se convirtieron en planetas terrestres. Más lejos, los efectos gravitacionales de Júpiter hicieron imposible que se unieran los objetos protoplanetarios presentes, dejando detrás el cinturón de asteroides.
Todavía más lejos, más allá de la línea de congelación, donde más compuestos volátiles de hielo pudieron permanecer sólidos, Júpiter y Saturno consiguieron juntar más material que los planetas terrestres, así como esos componentes eran más comunes. Se convirtieron en gigantes gaseosos, mientras que Urano y Neptuno capturaron mucho menos material y son conocidos como gigantes de hielo porque se cree que sus núcleos están hechos principalmente de hielo (compuestos de hidrógeno).
El viento solar del joven Sol esparció el gas y el polvo del disco protoplanetario, diseminándolo en el espacio interestelar, poniendo así fin al crecimiento de los planetas por acrecimiento. Las estrellas T Tauri tienen vientos solares mucho más fuertes que los de estrellas más viejas y estables.

### Problemas con el modelo de nebulosa solar
Uno de los problemas del modelo de nebulosa solar es aquel del momento angular. Con la gran mayoría de la masa del sistema acumulándose alrededor de una nube en rotación, la hipótesis predice que la gran mayoría del momento angular del sistema debería acumularse en ese mismo lugar. Sin embargo, la rotación del Sol es mucho más lenta de lo presupuestado, y los planetas, a pesar de contar con menos del 1 % de la masa total del sistema, cuentan con más del 90 % de su momento angular. Una resolución a este problema es que las partículas de polvo del disco original crearon fricción, lo que disminuyó la velocidad de rotación en el centro.
Planetas en el "lugar equivocado" son un problema para el sistema de la nebulosa solar. Urano y Neptuno están ubicados en una región donde su formación es muy poco plausible debido a la baja densidad de la nebulosa solar y los largos tiempos orbitales en su región. Aún más, los Júpiter calientes que ahora se observan alrededor de otras estrellas no se pueden haber formado en sus posiciones actuales si es que ellas se formaron a partir de "nebulosas solares" también. La solución a estos problemas pueden estar en las migraciones planetarias por las cuales los planetas cambian con el tiempo su distancia al Sol bien acercándose a él o bien alejándose de este.
Las detalladas características de los planetas son también un problema. La hipótesis de la nebulosa solar predice que todos los planetas se formarán exactamente en el plano eclíptico. En cambio, las órbitas de los planetas clásicos tienen varias (eso sí, pequeñas) inclinaciones respecto del plano de la eclíptica. Aún más, para los gigantes gaseosos se puede predecir que sus rotaciones y sistemas lunares tampoco estarán inclinados respecto del plano eclíptico, teniendo Urano una inclinación de 98°. La Luna, siendo relativamente grande en comparación a la Tierra, y otras lunas que se encuentran en órbitas irregulares respecto a su planeta son otro problema. Ahora se cree que estas observaciones se explican por eventos que ocurrieron después de la formación inicial del sistema solar.

## Estimación de la edad
Usando fechado radiométrico, los científicos estiman que el sistema solar tiene 4600 millones de años de antigüedad. Las rocas más viejas en la Tierra tienen aproximadamente 4400 millones de años. Las rocas así de viejas son raras, ya que la superficie de la Tierra está siendo constantemente remodelada por la erosión, el vulcanismo y las placas tectónicas. Para estimar la edad del sistema solar, los científicos deben usar meteoritos, que se formaron durante la condensación temprana de la nebulosa solar. Los meteoritos más viejos (como el meteorito del Canyon Diablo) se han encontrado con 4600 millones de años de edad, por lo tanto el sistema solar debe tener por lo menos 4600 millones de años.

## Evolución subsecuente
Originalmente, se creyó que los planetas se formaron en o cerca de las órbitas en las que los vemos ahora. Sin embargo, este punto de vista ha sido sometido a un cambio radical durante la parte final del siglo XX y el principio del siglo XXI. Actualmente, se cree que el sistema solar se veía muy diferente después de su formación inicial, con cinco objetos por lo menos tan masivos como Mercurio estando presentes en el sistema solar interior (en lugar de los actuales cuatro), el sistema solar exterior siendo mucho más compacto de lo que es ahora y, el cinturón de Kuiper empezando mucho más adentro de lo que comienza ahora.
Actualmente se cree que los impactos son una parte regular (si bien poco frecuente) del desarrollo del sistema solar. Además del impacto que formó la Luna, se cree que el sistema Plutón-Caronte resultó de una colisión entre objetos del cinturón de Kuiper. También se cree que otros casos de lunas alrededor de asteroides y otros objetos del cinturón de Kuiper son el resultado de colisiones. Que siguen ocurriendo colisiones está demostrado por la colisión del cometa Shoemaker-Levy 9 con Júpiter en 1994 y por la huella del impacto de Meteor Crater en el estado americano de Arizona.

### Sistema solar interior
De acuerdo con el punto de vista aceptado actualmente, el sistema solar interior fue "completado" por un impacto gigante en el cual la joven Tierra colisionó con un objeto del tamaño de Marte (véase: Teoría del gran impacto). De este impacto resultó la formación de la Luna. La especulación actual es que el objeto del tamaño de Marte se formó en uno de los puntos de Lagrange estables entre la Tierra y el Sol (L4 o L5) y después se fue a la deriva desde esa posición.

### Cinturón de asteroides
De acuerdo con la hipótesis de la nebulosa solar, el cinturón de asteroides inicialmente contenía más que suficiente materia para formar un planeta, y, efectivamente, un gran número de planetesimales se formó ahí. Sin embargo, Júpiter se formó antes de que un planeta pudiera formarse de esos planetesimales. Debido a la gran masa de Júpiter, las resonancias orbitales con Júpiter rigen las órbitas del cinturón de asteroides. Estas resonancias dispersaron a los planetesimales lejos del cinturón de asteroides o los mantuvieron en bandas orbitales estrechas y evitaron que se consolidaran. Lo que resta es lo último de los planetesimales formados inicialmente durante la formación del sistema solar.
Los efectos de Júpiter han dispersado la mayor parte de los contenidos originales del cinturón de asteroides, dejando menos del equivalente a 1/10 de la masa de la Tierra. La pérdida de masa es el principal factor que evita que el cinturón de asteroides se consolide como un planeta. Los objetos con una masa muy grande tienen un campo gravitacional lo suficientemente grande para evitar la pérdida de grandes cantidades de material como resultado de una colisión violenta. Este no es usualmente el caso en el cinturón de asteroides. Como resultado, muchos objetos más grandes se han roto en pedazos, y a veces los objetos más nuevos han sido forzados fuera en colisiones menos violentas. Se puede encontrar evidencia de las colisiones en las lunas alrededor de algunos asteroides, que actualmente sólo se pueden explicar como siendo consolidaciones de material arrojado del objeto de origen sin suficiente energía para escapar de él.

### Planetas exteriores
Los protoplanetas más grandes fueron lo suficientemente masivos para acumular gas del disco protoplanetario, y se cree que sus distribuciones de masa se pueden entender a partir de sus posiciones en el disco, aunque esa explicación es demasiado simple para dar cuenta de muchos otros sistemas planetarios. En esencia, el primer planetesimal joviano en alcanzar la masa crítica requerida para capturar gas de helio y subsecuentemente gas de hidrógeno es el más interior, porque —comparado con las órbitas más lejanas del Sol— aquí las velocidades orbitales son más altas, la densidad en el disco es mayor y las colisiones ocurren más frecuentemente. Así, Júpiter es el joviano más grande porque acumuló gases de hidrógeno y helio por el periodo más largo de tiempo, y Saturno es el siguiente. La composición de estos dos está dominada por los gases de hidrógeno y helio capturados (aproximadamente 97 % y 90 % de la masa, respectivamente).
Los protoplanetas de Urano y Neptuno alcanzaron el tamaño crítico para colapsar mucho después, y por eso capturaron menos hidrógeno y helio, que actualmente constituye cerca solamente de ⅓ de sus masas totales.
Siguiendo a la captura de gas, se cree actualmente que el sistema solar exterior ha sido formado por migraciones planetarias. Así como la gravedad de los planetas perturbó las órbitas de los objetos del cinturón de Kuiper, muchos fueron dispersados hacia dentro por Saturno, Urano y Neptuno, mientras que Júpiter muchas veces expulsó esos objetos completamente fuera del sistema solar. Como resultado, Júpiter migró hacia dentro mientras que Saturno, Urano y Neptuno migraron hacia fuera. Un descubrimiento importante en el entendimiento de cómo esto condujo a la estructura actual del sistema solar ocurrió en 2004. En ese año, nuevos modelos de computadora de Júpiter y Saturno, mostraron que si Júpiter iniciara tomando menos de dos órbitas alrededor del Sol por cada una de Urano y Neptuno vez que Saturno completara una órbita, este patrón de migración pondría a Júpiter y Saturno en una resonancia de 2:1 cuando el periodo orbital de Júpiter llegara a ser exactamente de la mitad de la de Saturno. Esta resonancia podría poner a Urano y Neptuno en órbitas más elípticas, teniendo una probabilidad de 50 % de que cambiaran lugares. El objeto que terminó siendo el más exterior (Neptuno) podría entonces ser forzado hacia fuera, al cinturón de Kuiper como inicialmente existió.
La interacción subsecuente entre los planetas y el cinturón de Kuiper después de que Júpiter y Saturno pasaron por la resonancia de 2:1 puede explicar las características orbitales y las inclinaciones del eje de los planetas gigantes exteriores. Urano y Saturno acabaron donde están debido a las interacciones con Júpiter y entre ellos, mientras que Neptuno terminó en su lugar actual porque es ahí donde el cinturón de Kuiper terminaba inicialmente. La dispersión de los objetos del cinturón de Kuiper puede explicar el intenso bombardeo tardío que ocurrió aproximadamente hace 4 mil millones de años.

### Bombardeo pesado
Mucho tiempo después de que el viento solar limpiara el disco del gas, una gran cantidad de planetesimales permanecieron atrás sin ser "aceptados" por ningún otro cuerpo planetario. Esta población se creyó primeramente que existía más allá de los planetas exteriores, donde los tiempos de "adhesión" planetesimal son tan extensos donde era imposible que el planeta se formara antes de la dispersión gaseosa. El planeta gigante exterior interactuaba con este "mar planetesimal", dispersando estos cuerpos rocosos pequeños hacia adentro, mientras que sí mismo moviéndose hacia fuera. Estos planetesimales se dispersaron del planeta siguiente encontraron de una manera similar, y del siguiente, moviendo las órbitas de los planetas hacia fuera mientras que los planetesimales se movieron hacia adentro.
Finalmente, este movimiento planetario derivó en una travesía de la resonancia en una relación de 2:1 entre Júpiter y Saturno mencionada más arriba, y (se cree) Neptuno y Urano fueron rápidamente movidos hacia afuera e interactuar fuertemente con el mar de planetesimales. La cantidad de planetesimales siendo arrastrados hacia el interior para alcanzar al resto del sistema solar ha aumentado enormemente y con varios impactos en todos los cuerpos planetarios y lunares observados. Este período es conocido como el bombardeo intenso tardío.
De esta forma, los planetas jóvenes (particularmente Júpiter y Neptuno) dejaron el disco libre de restos planetesimales, "limpiando el vecindario", ya sea lanzándolos hacia los extremos de la Nube de Oort (tan lejos como 50 000 UA), o continuamente alterando sus órbitas para colisionar con otros planetas (o tener órbitas más estables como el cinturón de asteroides). Este período de bombardeo pesado duró varios cientos de millones de años y es evidente en los cráteres que continúan siendo visibles en cuerpos geológicamente muertos del sistema solar. El impacto de los planetesimales en la Tierra se cree que trajo el agua y otros compuestos hidrogenados. Aunque no es ampliamente aceptado, algunos creen que la vida misma fue depositada en el Tierra de esta manera (conocida como la hipótesis de la panespermia). Las actuales ubicaciones de los cinturones de Kuiper y de asteroides, pueden depender de gran manera del Bombardeo Pesado Tardío, al transportar grandes cantidades de masa a través del sistema solar.
Aún más importante, el bombardeo y colisiones ente planetesimales y protoplanetas puede explicar la existencia de lunas, órbitas lunares e inclinaciones axiales inusuales entre otras discrepancias en movimientos originalmente muy ordenados. la excesiva cantidad de cráteres en la Luna y otros cuerpos grandes, fechados hasta esta era del sistema solar, también es naturalmente explicado por este proceso. El impacto gigante de un protoplaneta del tamaño de Marte se sospecha que es el responsable del satélite inusualmente grande de la Tierra, cuya composición y densidad es similar a la del manto terrestre, y podría simultáneamente haber alterado el eje de rotación de la Tierra hasta sus actuales 23,5° respecto de su plano orbital.
En el modelo de nebulosa solar, la única forma en que los planetas pueden obtener lunas es capturándolas. Las dos pequeñas y llanas lunas de Marte son claramente asteroides, y otros ejemplos de satélites capturados abundan en sistemas jóvenes.
Las interacciones orbitales regulares de Júpiter (ver resonancia orbital) también es responsable de que material que alguna vez formó parte del cinturón de asteroides no se desvíe y se acerque a otro planeta terrestre importante. La mayor parte de ese material lleva tiempo dentro de órbitas excéntricas y han colisionado con algo más; la masa total del cinturón de asteroides es actualmente menos de un décimo de la masa terrestre.

### Cinturón de Kuiper y nube de Oort
El Cinturón de Kuiper fue inicialmente una región externa de cuerpos congelados que carecían de suficiente densidad másica para consolidarse. Originalmente, en su límite interno podría haber estado solo al otro lado del extremo de Urano y Neptuno cuando éstos se formaron. (Esto es más probable en el rango de 15-20 UA). El límite externo se encontraba a aproximadamente 30 UA. El cinturón de Kuiper inicialmente "goteaba" objetos hacia el sistema solar externo causando las primeras migraciones planetarias.
La resonancia orbital Júpiter-Saturno de 2:1 causó que Neptuno atravesara el cinturón de Kuiper, dispersando a la mayoría de los objetos. Muchos de estos objetos fueron dispersados hacia adentro, hasta que interactuaron con Júpiter y puestos en su mayoría en órbitas altamente elípticas, o siendo expulsados fuera del sistema solar. Los objetos que terminaron en órbitas muy elípticas formaron la nube de Oort. Más hacia dentro, algunos objetos fueron dispersados hacia fuera por Neptuno, y aquellos formaron el disco disperso, dando cuenta de la baja masa del cinturón de Kuiper de la actualidad. Sin embargo, un gran número de objetos del cinturón de Kuiper, incluyendo a Plutón, se unieron gravitacionalmente a la órbita de Neptuno, forzándolos hacia órbitas resonantes.
La evolución del sistema solar exterior parece haber sido influenciada por supernovas cercanas y posiblemente también por el paso por nubes interestelares. Las superficies de los cuerpos en el sistema solar exterior podían experimentar aclimatamiento espacial por el viento solar, micrometeoritos, así como los componentes neutrales del medio interestelar, e influencias más momentáneas como supernovas y erupciones magnetarias (también llamadas terremotos estelares). Beth E. Clark está entre aquellos que hacen investigación sobre aclimatación espacial o erosión espacial, aunque todavía no se cuantifican las implicaciones específicas para el sistema solar exterior.
La muestra del Stardust que volvió del cometa Wild 2 ha revelado también alguna evidencia de que los materiales de la formación temprana del sistema solar migraron desde el más cálido sistema solar interior a la región del cinturón de Kuiper, así como algo del polvo que existía antes de que se formara el sistema solar.

### Satélites
Los satélites naturales han llegado a existir alrededor de la mayoría de los planetas y muchos otros cuerpos del sistema solar. Estos satélites naturales han llegado a existir por tres posibles causas:
- coformación desde un disco protoplanetario (peculiar de los gigantes gaseosos),
- formación a partir de escombros (dado un impacto lo suficientemente fuerte en un ángulo superficial, y
- captura de un objeto pasando.

Los gigantes gaseosos tienden a tener sistemas interiores de lunas que se originaron a partir del disco protoplanetario. Esto está indicado por el gran tamaño de las lunas y su proximidad al planeta. (Estos atributos son imposibles de alcanzar por la vía de la captura, mientras que la naturaleza gaseosa de los planetas hace la formación a partir de escombros de colisiones otra imposibilidad). Las lunas exteriores de los gigantes gaseosos tienden a ser pequeñas y tener órbitas que son elípticas y tienen inclinaciones arbitrarias. Estas características son apropiadas para cuerpos capturados.
En el caso de los planetas interiores y otros cuerpos sólidos del sistema solar, las colisiones parecen ser el mayor creador de lunas, con un porcentaje del material expulsado por la colisión, terminando en órbita y uniéndose en una o más lunas. Se cree que la Luna se formó de esta forma.
Después de formarse, los sistemas de lunas continuarán evolucionando. El efecto más común es la modificación orbital debida a las mareas. Esto ocurre debido al aumento que una luna crea en la atmósfera y los océanos de un planeta y, en una menor medida, en el planeta en sí mismo. Si el planeta rota más rápido que las órbitas de la luna, el aumento de las mareas se desplazará constantemente por delante del satélite. En este caso, la gravedad del aumento causará que el satélite se acelere y lentamente se aleje del planeta (como es el caso de la Luna). Por otro lado, si la luna orbita más rápido de lo que el planeta gira (o gira en dirección contraria), el aumento permanecerá detrás de la luna, y la gravedad del aumento causará que la órbita de la luna decaiga con el tiempo. (La luna marciana Fobos, está lentamente cayendo en espiral hacia Marte por esta razón.)
Un planeta también puede crear un aumento en las mareas de una luna, y este disminuirá la rotación de la luna hasta que su periodo de rotación llegue a ser el mismo que su período de revolución. Así, la luna mantendrá uno de sus lados mirando hacia el planeta, como es el caso de la Luna. Esto es llamado rotación sincrónica y está presente en muchas otras lunas del sistema solar, como en el satélite Ío de Júpiter. En el caso de Plutón y Caronte, tanto el planeta como el satélite están sincronizados por las mareas del otro.

## Futuro
Excepto por un acontecimiento imprevisible e inesperado, tal como la llegada de un agujero negro o una estrella a su espacio, los astrónomos estiman que el sistema solar, como lo conocemos hoy, durará otros pocos cientos de millones de años, tiempo en el que se espera sea sometido a su primera transformación mayor. Los anillos de Saturno son bastante jóvenes y no se calcula que sobrevivan más allá de 300 millones de años. La gravedad de las lunas de Saturno gradualmente barrerá la orilla exterior de los anillos hacia el planeta y, finalmente, la abrasión por meteoritos y la gravedad de este harán el resto, dejándolo sin sus característicos ornamentos; sin embargo, estudios recientes realizados sobre la base de los datos tomados por la misión Cassini-Huygens muestran que los anillos podrían durar aún varios miles de millones de años más.
En algún momento dentro de 1,4 y 3,5 miles de millones de años contados desde ahora, la luna de Neptuno, Tritón, que está actualmente en una lenta órbita retrógrada, en declive alrededor de su compañero, caerá bajo el límite de Roche de Neptuno, tras lo que su fuerza de marea hará la luna pedazos, pudiendo crear un amplio sistema de anillos alrededor del planeta, similar al de Saturno.
Debido a la fricción de la marea contra el lecho marino, la Luna está gradualmente drenando el momento rotacional de la Tierra; esto, a su vez, causa que la Luna lentamente se retire de la Tierra, a una tasa de aproximadamente 38 mm por año. Mientras esto ocurre, la conservación del momento angular hace que la rotación del planeta disminuya, haciendo los días más largos por aproximadamente un segundo cada 60 000 años. En alrededor de 2 mil millones de años, la órbita de la Luna alcanzará un punto conocido como "resonancia de giro y órbita", y tanto la Tierra como la Luna estarán sincronizados por sus mareas. El periodo orbital de la Luna, igualará el periodo de rotación de la Tierra y un lado de esta apuntará eternamente hacia la Luna, justo del mismo modo que un lado de la Luna actualmente apunta hacia ella.

### Evolución solar

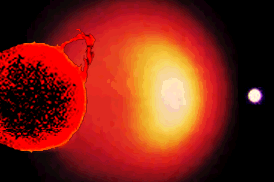
Concepción de un artista de la evolución futura de nuestro Sol. Izquierda: secuencia principal; al centro: gigante roja; derecha; enana blanca.

El Sol se está haciendo más brillante a una tasa de más o menos del diez por ciento cada mil millones de años. Se estima que dentro de mil millones de años, provocará un efecto invernadero descontrolado en la Tierra, que hará que los océanos empiecen a evaporarse
Toda la vida sobre la superficie se extinguirá, aunque la vida podría sobrevivir en los océanos más profundos; se ha sugerido que finalmente nuestro planeta podría recordar a cómo es Titán, la mayor luna de Saturno, hoy: una región ecuatorial cubierta por campos de dunas, con fuertes tormentas ocasionales descargando allí y creando depósitos fluviales, y la poca agua líquida existente concentrada en los polos —el resto perdida a la atmósfera y destruida allí por la radiación solar—.
Dentro de 3500 millones de años, la Tierra alcanzará condiciones en su superficie similares a las del planeta Venus hoy en día; los océanos hervirán por completo, y toda la vida (en las formas conocidas) será imposible. Durante este tiempo, la temperatura de Marte se elevará, y el dióxido de carbono congelado y el vapor de agua en su superficie empezarán a sublimar.
Dentro de alrededor de seis mil millones de años, las reservas de hidrógeno dentro del núcleo del Sol se habrán agotado y comenzará a utilizar aquellas en sus capas superiores menos densas y, en más o menos 7600 millones de años en el futuro, volverse una gigante roja, fría y embotada por su muy incrementada área de superficie. Cuando el Sol se expanda, absorberá a Mercurio y Venus y posiblemente también a la Tierra. Se espera que el Sol permanezca en una fase de gigante roja por alrededor de cien millones de años, alcanzando un diámetro alrededor de 256 veces mayor al que tiene ahora —1.2 UA—, y una luminosidad más de 2300 veces superior. Durante este tiempo, es posible que en mundos alrededor del cinturón de Kuiper, tales como Plutón y Caronte, la temperatura superficial se haga lo suficientemente apacible para que la superficie congelada se convierta en océanos líquidos que podrían alcanzar condiciones similares a aquellas requeridas para la vida humana actual.

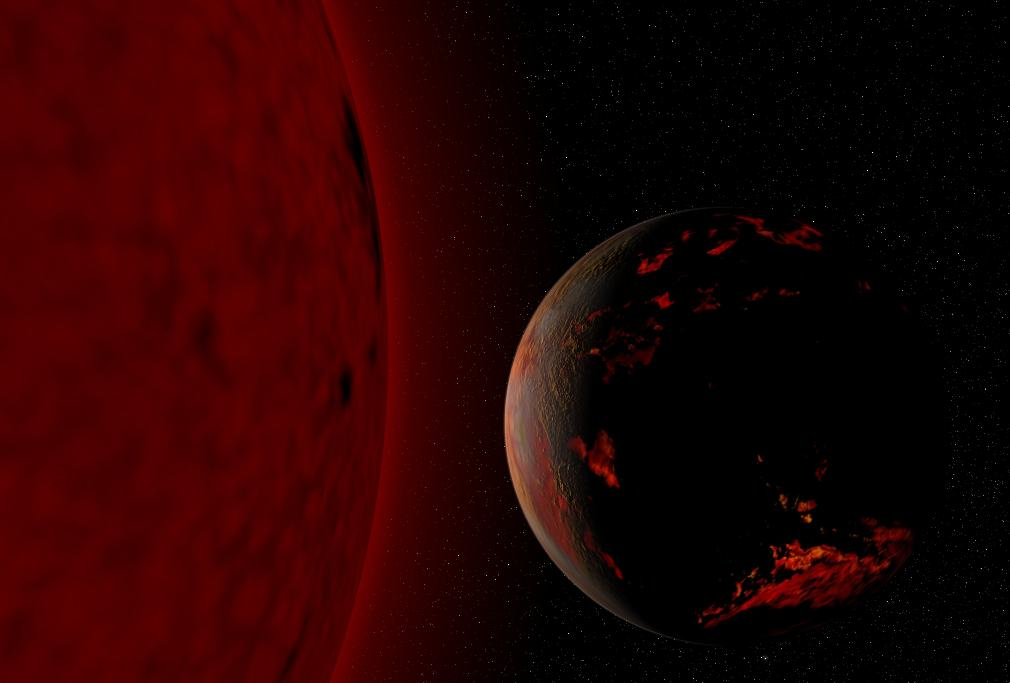
La Tierra poco antes de su fin

Esto tendrá consecuencias dramáticas para la Tierra; prácticamente toda la atmósfera se perderá en el espacio debido a un potente viento solar y la temperatura de la superficie terrestre, la cual estará cubierta por un océano de magma en el que flotarán continentes de metales y óxidos metálicos y "glaciares" de materiales refractarios por entonces, puede sobrepasar en algunos momentos los 2000°.
Además, la proximidad de la superficie estelar al sistema Tierra-Luna hará que la órbita lunar se vaya cerrando hasta que la Luna esté a alrededor de 18 000 kilómetros de la Tierra —el límite de Roche—, momento en el cual la gravedad terrestre destruirá la Luna convirtiéndola en unos anillos similares a los de Saturno. De todas formas, el fin del sistema Tierra-Luna es incierto y depende de la masa que pierda el Sol en esos estadios finales de su evolución.
Recientes estudios muestran que, a diferencia de lo que se creyó por un tiempo (que la Tierra no sería aniquilada por el Sol), la Tierra será absorbida y destruida por nuestra estrella tras ser tragada por la misma a causa de la abrasión y vaporización producida por su caída en espiral hacia el centro solar en un proceso que llevará apenas 200 años, aunque también existe la posibilidad de que sobreviva y de que el mencionado roce producido por el movimiento de nuestro planeta, primero dentro de la atmósfera solar y luego dentro del astro, despoje a nuestro planeta de sus capas externas, quedando solo su núcleo.

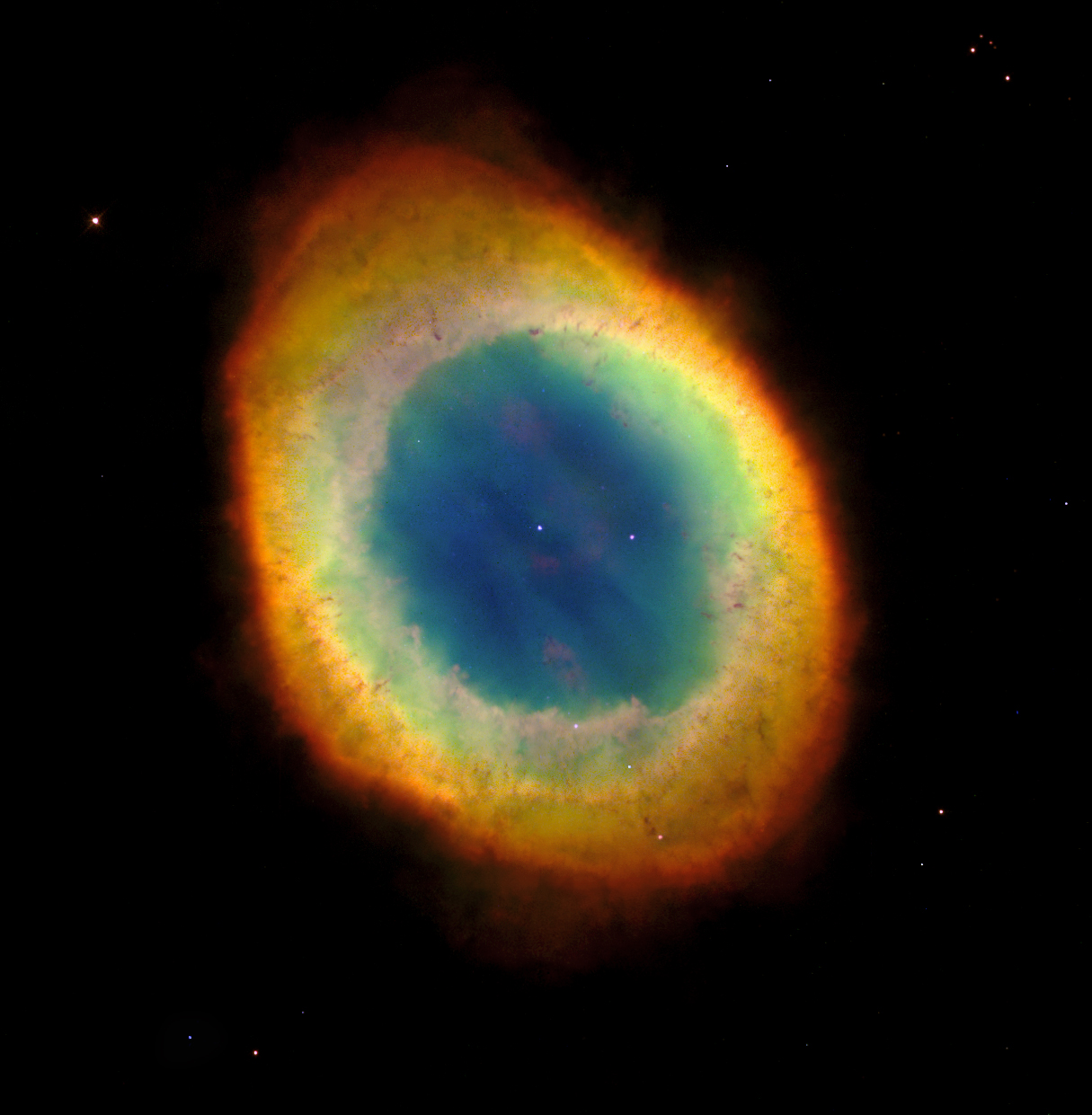
La Nebulosa del anillo, una nebulosa planetaria similar a lo que el Sol llegará a ser finalmente.

Finalmente, el helio producido en la superficie caerá de vuelta al núcleo, incrementando la densidad hasta que alcance los niveles necesarios para fundir el helio en carbono. El flash del helio ocurrirá entonces y el Sol se convertirá en una estrella de la rama horizontal; encogerá abruptamente a un tamaño de alrededor de 10 veces mayor que su radio original y su luminosidad descenderá de manera brusca, al caer su fuente de energía de nuevo a su núcleo. Debido a la relativa rareza del helio como opuesto al hidrógeno (se necesitan cuatro iones de hidrógeno para crear un núcleo de helio, y adicionalmente tres núcleos de helio para crear uno de carbono) y la tasa incrementada de reacciones debidas a la temperatura y presión en el núcleo del Sol, la fusión de helio en carbono durará solamente 100 millones de años, mientras que alrededor del núcleo seguirá fusionándose el hidrógeno en helio. Finalmente, tendrá que recurrir de nuevo a sus reservas en sus capas exteriores y recuperará su forma de gigante roja convirtiéndose en una estrella de la rama asintótica gigante, siendo entonces aún mayor y más luminosa que en su época de gigante roja (hasta más de 200 veces mayor y más de 5000 veces más brillante). Esta fase dura otros 100 millones de años, después de los cuales, sobre el curso de otros 100 000 años, las capas exteriores del Sol desaparecerán, expulsando un gran flujo de materia en el espacio y formando un halo conocido (de forma engañosa) como una nebulosa planetaria.
Este es un evento relativamente pacífico; nada semejante a una supernova, la cual nuestro Sol es demasiado pequeño como para sufrir. Los habitantes de la Tierra, si seguimos vivos para atestiguar este acontecimiento y, si el planeta sigue existiendo por entonces, podremos observar un incremento masivo en la velocidad del viento solar, pero no lo suficiente como para destruir a la Tierra completamente.
Finalmente, todo lo que quedará del Sol será una enana blanca, un objeto caliente, sombrío y extraordinariamente denso; de la mitad de su masa original pero con sólo la mitad del tamaño de la Tierra. Si fuera visto desde la superficie terrestre, sería un punto de luz del tamaño de Venus con el brillo de cien soles actuales, aunque disminuyendo rápidamente.
Tan pronto como el Sol muera, su empuje gravitacional en los planetas, cometas y asteroides que lo orbitan, se debilitará. Las órbitas de la Tierra y de otros planetas se expandirán. Cuando el Sol se convierta en una enana blanca, se alcanzará la configuración final del sistema solar: La Tierra y Marte —si todavía existen—, orbitarán respectivamente a 1.85 y 2.80 AU. Todo nuestro sistema solar se alterará drásticamente. Éstos, y los otros planetas restantes, se congelarán como cáscaras oscuras, heladas y sin vida. Continuarán orbitando su estrella, con su velocidad reducida debida a su mayor distancia del Sol y a la reducida gravedad del mismo.
Ese cambio de las órbitas planetarias también producirá que las de asteroides y cometas se inestabilicen hasta el punto de que algunas de ellas pueden llevar a dichos cuerpos tan cerca de la enana blanca solar que sean destruidas por las fuerzas de marea de esta, produciendo un anillo de restos a su alrededor
Dos mil millones de años más tarde, el carbono en el núcleo del Sol se cristalizará, transformándose en un diamante gigante. Finalmente, luego de trillones de años más, se desvanecerá y morirá por fin, cesando de brillar completamente.

### Otros eventos
Más o menos dentro de tres mil millones de años, con el Sol aún en su secuencia principal, Andrómeda se acercará a nuestra galaxia para, tras varios pasos cercanos, terminar colisionando y fundiéndose con ella. Si bien, ello podría afectar a nuestro sistema solar como un todo, es muy poco probable que pudiera afectar al Sol o a los planetas dada la gran distancia a la que están las estrellas unas de otras, incluso en el caso de una colisión galáctica. Sin embargo, es bastante probable que el sistema solar sea expulsado de su posición actual y acabe en el halo de la galaxia recién formada.
Con el paso del tiempo, y ya con el Sol apagado y convertido en una enana negra, las posibilidades de que una estrella se acerque al sistema solar y arruine las órbitas planetarias irán aumentando. Si no se cumplen los escenarios que apuntan a un Big Crunch o a un Big Rip, dentro de 1015 años la gravedad de las estrellas que hayan pasado cerca de este habrán conseguido quitarle al Sol sus planetas. Si bien todos ellos podrían sobrevivir aún mucho más tiempo, ello marcará el fin de nuestro sistema solar en el sentido en el que lo conocemos.

## Historia de las hipótesis sobre la formación del sistema solar
Durante los últimos años del siglo XIX, la hipótesis nebular de Kant-Laplace fue criticada por James Clerk Maxwell, quien probó que si la materia de los planetas conocidos hubiera estado alguna vez distribuida alrededor del Sol formando un disco, las fuerzas de rotación diferencial habrían impedido la condensación de planetas individuales. Otra objeción fue que el Sol posee un momento angular menor que el requerido por el modelo de Kant-Laplace. Durante varias décadas, muchos astrónomos prefirieron la hipótesis de las colisiones cercanas, que consideraba que los planetas se habrían formado debido a la aproximación de otra estrella al Sol. Esta cercanía habría arrancado gran cantidad de materia del Sol y de la otra estrella, debido a las fuerzas de marea, que al condensarse habría formado los planetas.
La hipótesis de las colisiones cercanas también fue criticada y, en la década de 1940, el modelo nebular fue mejorado hasta conseguir una amplia aceptación por parte de la comunidad científica. En la versión modificada, se asumió que la masa del protoplaneta original fuese mayor y que la variación del momento angular fuese debida a fuerzas magnéticas. Es decir, el joven Sol transfirió algo de momento angular al disco protoplanetario y los planetesimales mediante ondas de Alvén, como se supone que ocurre en las estrellas T Tauri.
El modelo nebular refinado fue desarrollado completamente basado en observaciones de nuestro propio sistema solar, puesto que era el único conocido hasta mediados de la década de 1990. Aun así, se creía ampliamente aplicable a otros sistemas planetarios, por lo que los científicos estaban ansiosos de probar el modelo nebular encontrando discos protoplanetarios o incluso planetas alrededor de otras estrellas: planetas extrasolares.
En la actualidad, se han observado nebulosas estelares y discos protoplanetarios en la nebulosa de Orión y en otras regiones con estrellas en formación empleando el telescopio espacial Hubble. Algunas de estas áreas tienen hasta 1000 UA de diámetro.
En noviembre de 2006, el descubrimiento de más de 200 exoplanetas hizo que el modelo nebular dejara de ser coherente con los datos experimentales. Por tanto, debe ser revisado para tener en cuenta estos sistemas planetarios, o un nuevo modelo debe ser propuesto. No existe un consenso sobre cómo explicar los "Júpiter calientes" observados, pero la idea mayoritaria es la de migración planetaria. Esta idea consiste en que los planetas deben de ser capaces de migrar de sus órbitas iniciales a estrellas más cercanas por alguno de los diversos procesos físicos posibles, como la fricción orbital cuando el disco protoplanetario todavía está repleto de hidrógeno y helio.
En los últimos años se ha desarrollado un nuevo modelo de formación de sistemas solares: la Teoría de la Captura. Esta teoría sostiene que la gravedad de un objeto errante podría extraer materia del Sol, que luego se condensaría y enfriaría formando los planetas. Este modelo explica características del sistema solar no explicadas por el modelo nebular. Sin embargo, la Teoría de la Captura ha sido criticada por el hecho de que supone una edad diferente para el Sol y para los planetas cuando existen pruebas de que el Sol y el resto del sistema solar fue formado aproximadamente en la misma época, lo que modelos más aceptados sí que consiguen explicar.